# Карл Леннарт Оеш
Карл Леннарт Оеш (8 серпня 1892 — 28 березня 1978) — один із провідних генералів Фінляндії під час Другої світової війни. Обіймав низку доволі значних посад та командував бойовими діями на фронті, а наприкінці війни практично дві третини сухопутних військ Фінляндії були під його командуванням.

## Життєпис
Оеш, сам використовував Леннарт для позначення свого імені, народився у родині швейцарського походження, яка переїхала до Фінляндії ще до його народження. Сам Оеш мав подвійне фінсько-швейцарське громадянство до 1920 року. Він вчився у школі в Сортавала, а з 1911 по 1915 рік навчався на факультеті математики та фізики Гельсінського університету.
Оеш приєднався до Єгерського руху в 1915 році, навчався та воював у 27-му прусському королівському егерському батальйоні. Коли Єгери повернулися до Фінляндії в лютому 1918 року, він отримав звання капітана фінської армії . Під час громадянської війни у Фінляндії Оеш командував піхотним батальйоном. Оеш повернувся до Фінляндії з основною групою єгерів у лютому 1918 року.
У 1920-х і 1930-х роках Оеш швидко просувався по карєрних сходинках військ оборони Фінляндії. З 1923 по 1926 рік навчався у французьких військових академіях. Після повернення до Фінляндії Оеш у 1926—1929 роках командував новоствореною академією Генерального штабу Сотакоркеакулу. У 1930 році Оеша підвищили до генерал-майора і призначили начальником Генерального штабу — це завдання, яке він мав виконувати майже десять років. Як начальник Генерального штабу Оеш був одним з найвпливовіших людей у фінських Силах оборони. Був рушійною силою мобілізаційної реформи, проведеної на початку 1930-х років (нові мобілізаційні плани в основному розробляв тодішній підполковник Аксель Айро). Оеш також недовго обіймав посаду заступника міністра внутрішніх справ з 3 по 14 березня 1932 року під час кризи, спричиненої повстанням Мянцяля . У 1936 році отримав звання генерал-лейтенанта .